# Uitleg van de Gnosis
De  Uitleg van de Gnosis is een gnostisch geschrift. Een Koptische vertaling maakte deel uit van de vondst van de Nag Hammadigeschriften in 1945. Er moet een oorspronkelijk Griekse tekst zijn geweest, maar daar is nooit iets van gevonden. Het werk behoort tot de teksten die ontstaan moeten zijn in de gnostische beweging die aangeduid wordt als het valentinianisme. De grondlegger van die beweging was Valentinus (overleden na 155). 
Het bij Nag Hammadi gevonden handschrift is zwaar beschadigd en een groot deel van de tekst is verloren gegaan. Het is mogelijk geweest veel lacunes te reconstrueren, maar er blijven pagina's waarvan in ieder geval de details onduidelijk zijn. Het is wel volstrekt duidelijk dat het geschrift handelt over interne spanningen tussen leden van een christelijke gemeente. 

## Achtergrond
Het valentinianisme was in de Romeinse oudheid de meest verbreide en invloedrijke stroming binnen de gnostiek. Concentraties van valentinianen waren aanwezig in Alexandrië, Antiochië en vooral Rome. Al in de tweede helft van de tweede eeuw werden de opvattingen ervan bestreden door kerkvaders als Ireneüs van Lyon (ca.140-202) en ook Justinus (110/114-ca. 165). Valentinianen hebben echter altijd – anders dan bij andere gnostische bewegingen – geprobeerd deel uit te blijven maken van de katholieke kerk. Valentinianen waren in de tweede eeuw nog actief in de zich ontwikkelende orthodoxe kerk. Even voor 200 werd Florinus, een van de belangrijkste valentinianen van die periode, door Victor I de bisschop van Rome nog tot priester gewijd.

## Essentie van de inhoud
De tekst handelt over de situatie in een christelijke gemeente waarin zowel gnostici als niet-gnostici samenleven. De gemeente is verdeeld in die twee groepen. De belangrijkste spanning is het feit dat leden van een van de twee groepen zich beroepen op het bezit van geestelijke gaven (charismata), zoals profetie en het spreken in de gemeente. Het is duidelijk in de tekst dat die groep samenvalt met die van de gnostici. Als gevolg daarvan voelen de andere leden van de gemeente – de niet-gnostici – zich ondergewaardeerd. 
De auteur heeft zelf duidelijk gnostische opvattingen die typerend zijn voor het valentinianisme. In de tekst wordt gesproken over de hemelse oorsprong van het lichaam van Christus en er zijn overeenkomsten met andere valentiniaanse teksten, zoals het Evangelie der Waarheid. 
De auteur vermaant de groep niet-gnostici niet jaloers te zijn op de gave die God aan andere leden van de gemeenschap heeft gegeven.  Het is gepast voor ieder van ons van de gave te genieten die van God ontvangen is en daar niet jaloers op te zijn.  In een poging tot verzoening maant de auteur echter ook de gnostici tegen het beschouwen van de niet-gnostici als slechts onwetende leden van de gemeente. 
In de tekst worden beelden gebruikt, die uit de brieven van Paulus bekend zijn en met name uit de Eerste brief van Paulus aan de Korintiërs. Die brief handelt ook over een factiestrijd in een christelijke gemeente. Die brief spreekt over de verscheidenheid van gaven tussen leden van een gemeente, de noodzaak dat ieder lid zijn eigen nuttige plaats heeft en de gemeente het lichaam van Christus is. "Door één Geest tot één lichaam gedoopt". 
Het is echter ook duidelijk dat de auteur van de Uitleg van de Gnosis wel degelijk beoogt een zekere hiërarchie in de gemeente aan te brengen. In een verdere analogie met het lichaam betoogt hij, dat de spiritueel minder gevorderden, die hij vergelijkt met een vinger dankbaar mogen zijn deel uit te maken van een lichaam dat ook spiritueel verder gevorderden kent, die vergeleken worden met oog en hand. 
Rond het midden van de tweede eeuw was het nog mogelijk dat in één christelijke gemeente gnostische en niet-gnostische christenen samenleefden. Uit de tekst wordt ook duidelijk, dat de leiding van de gemeente bij charismatische voorgangers berustte en nog niet in handen was van een bisschop. Die situatie tracht de auteur van het geschrift te continueren. De oorspronkelijke tekst van het geschrift moet ook uit die periode rondom het midden van de tweede eeuw dateren. 